# Goll Bea
Goll Beatrix (Budapest, 1927. június 30. – Zürich, 2014. november 18.) magyar színésznő, táncosnő.

## Élete
1941-ben revüben táncolt. Tizenéves gyereklányként, a második világháború nehéz éveiben 7 filmben játszott, melyekben mozgástere a számára kijelölt, elsősorban dekoratív szerepekben volt. Akkoriban Egyed Zoltán úgy vélekedett, elhibázott dolog, ahová őt beskatulyázták. 1948-ban elhagyta az országot, és férjével Svájcban telepedett le. A színésznő haláláig Svájcban élt.

## Magánélete
15 éves korában ment férjhez Takács Antal filmproducerhez.

## Filmjei
- A beszélő köntös - 1941
- Haláltánc - 1942
- Fráter Loránd - 1942
- Miért? - 1943
- Családunk szégyene - 1943
- Fekete hajnal - 1943
- Szerelmes szívek - 1944